# Tractat de la Haia (1895)
El Tractat de la Haia de 1895 és un tractat internacional que fou signat el 16 de maig d'aquell any entre el Regne Unit de la Gran Bretanya i Irlanda i els Països Baixos a la ciutat neerlandesa de la Haia. Aquest tractat va establir les fronteres de les colònies ubicades a l'illa de Nova Guinea, concretament entre les colònies de Nova Guinea Britànica i Nova Guinea Neerlandesa.